# Ferrari 360
De Ferrari 360 is een sportwagen van de Italiaanse autofabrikant Ferrari.
De auto is verkocht in drie versies, de Modena (een gesloten coupé), de Spider (een cabriolet) en de Challenge Stradale, een street legal race-versie van de Modena. Naast deze modellen voor op de weg werden er verschillende F360's uitgebracht voor de raceklasse F360 Challenge.
De 360 krijgt zijn naam van zijn 3,6 liter V8-motor die 400 pk produceert. De straatversie accelereert van 0-100 km/u in 4,3 seconden. De 360 werd in 2004 opgevolgd door de Ferrari F430.
Voorgesteld in 1999 als de opvolger van de Ferrari F355 en ontworpen door Pininfarina, was de 360 de eerste volledig uit aluminium gebouwde carrosserie van Ferrari. De zesversnellingsbak was verkrijgbaar als handgeschakeld of als een sequentiële (Formule 1-achtige) versnellingsbak.

## Specificaties

### Afmetingen
- Lengte: 4477 mm
- Breedte: 1922 mm
- Hoogte: 1214 mm
- Wielbasis: 2600 mm
- Spoorbreedte voor: 1669 mm
- Spoorbreedte achter: 1617 mm
- Leeg gewicht: 1400 kg
- Gewichtsverdeling: 43/57% voor/achter

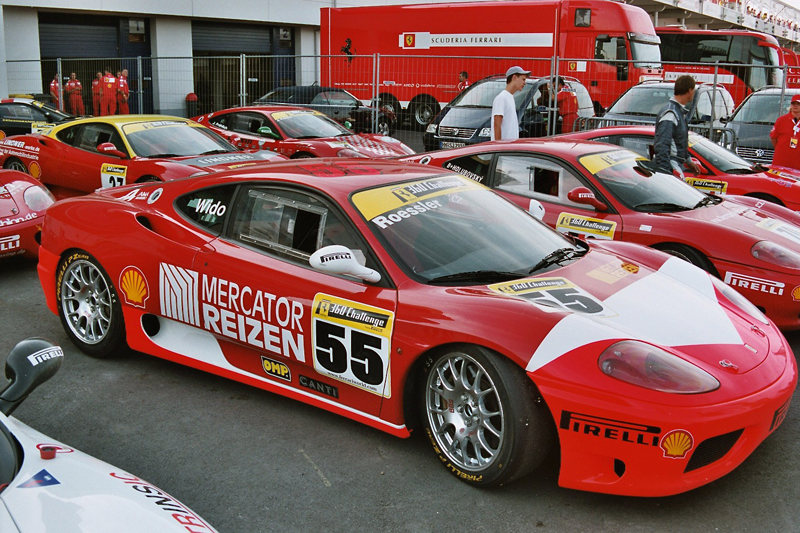
Ferrari 360 Challenge.

- Tankgrootte: 95 l

### Motor
- Cilinders: In 90° opgestelde V8
- Boring x Slag: 85 x 79 mm
- inhoud: 3586 cc
- Maximumvermogen: 294 kW (400 pk) @ 8.500 tr/min
- Maximum koppel: 372 Nm @ 4.750 tr/min

### Prestaties
- 0-100 km/u: 4,3 sec.
- 0-160 km/u: 9,0 sec.
- Topsnelheid: 295 km/h